# Vilar (Ames)
Vilar es una aldea española situada en la parroquia de Ames, del municipio de Ames, en la provincia de La Coruña, Galicia.

## Historia
Hasta el año 2012 la aldea de Vilar formaba parte del lugar de Pedrouzos-Vilar.

## Demografía
| Gráfica de evolución demográfica de Vilar entre 2013 y 2018 |
|                                                             |
| Datos según el nomenclátor publicado por el INE.            |